# 呂号第四十六潜水艦
|          |                                                                         |
| 艦歴     |                                                                         |
| 計画     | 昭和17年度計画（マル急計画）                                            |
| 起工     | 1942年6月13日                                                           |
| 進水     | 1943年4月23日                                                           |
| 就役     | 1944年2月19日                                                           |
| その後   | 1945年4月29日空爆により沈没                                             |
| 亡失認定 | 1945年5月2日                                                            |
| 除籍     | 1945年6月10日                                                           |
| 性能諸元 |                                                                         |
| 排水量   | 基準：960トン 常備：1,109トン 水中：1,447トン                           |
| 全長     | 80.50m                                                                  |
| 全幅     | 7.05m                                                                   |
| 吃水     | 4.07m                                                                   |
| 機関     | 艦本式22号10型ディーゼル2基 電動機、2軸 水上：4,200馬力 水中：1,200馬力 |
| 電池     | 1号15型240コ                                                            |
| 速力     | 水上：19.8kt 水中：8.0kt                                                |
| 航続距離 | 水上：16ktで5,000海里 水中：5ktで45海里                                 |
| 燃料     | 重油                                                                    |
| 乗員     | 61名                                                                    |
| 兵装     | 40口径8cm高角砲1門 25mm機銃連装1基2挺 53cm魚雷発射管 艦首4門 魚雷10本   |
| 備考     | 安全潜航深度：80m                                                       |

呂号第四十六潜水艦（ろごうだいよんじゅうろくせんすいかん）は、日本海軍の潜水艦。呂三十五型潜水艦（中型）の12番艦。

## 艦歴
1942年（昭和17年）の昭和17年度計画（マル急計画）により、1942年6月13日、三井玉野造船所で起工。1943年（昭和18年）4月23日進水。1944年（昭和19年）2月19日に竣工し、二等潜水艦に類別。同日、舞鶴鎮守府籍となり、訓練部隊である第六艦隊第11潜水戦隊に編入された。
4月2日2145、愛媛県水無瀬南西沖で訓練のため潜航中、同じく潜航していた伊46と衝突し、喫水線下に損傷を受けた。その後、修理を受ける。6月23日、第34潜水隊に編入。
同日、呂46は呉を出港し、サイパン周辺海域に進出。7月3日、故障のため呉に到着し修理を受ける。
9月19日、呉を出港しパラオ南西沖に進出。28日、パラオ南西沖で米空母1隻を発見するも、距離が遠かったため攻撃できなかった。10月1日、別の米空母1隻を発見するも、攻撃に失敗。7日、回天攻撃の事前偵察のためウルシー西方沖に到着。ウルシーを潜望鏡で偵察した結果、ウルシーには米空母バンカー・ヒル(USS Bunker Hill, CV-17)、重巡2他の機動部隊が停泊中であることを報告した。14日、呉に到着。
20日、呂46は乙潜水部隊に編入されて呉を出港し、レイテ沖海戦に参加するべくフィリピン東方沖に進出。11月13日、撃墜された一式戦闘機の搭乗員1名を救助。19日、舞鶴に到着。その後呉に移動した。
1945年（昭和20年）1月8日、呂46は呉を出港し、ルソン島西方沖に進出。29日、北緯14度48分 東経119度18分 / 北緯14.800度 東経119.300度のイバ西方沖で米攻撃輸送艦「キャヴァリア(USS Cavalier, APA-37)を発見。翌30日0133、雷撃を行い同艦を撃破した。損傷したキャヴァリアはその後レイテ島に曳航されていった。2月4日、高雄に到着。
7日、呂46は高雄を出港し、ルソン島バトリナオの残留搭乗員の救出に向かった。10日に日付が変わった直後、バトリナオ沖で大発と会合し、大発に乗っていた搭乗員46名を収容した後、出港。12日に高雄に到着した。
13日、呂46は高雄を出港し、南西諸島周辺海域を哨戒。19日、呉に到着。
4月6日、呂46は呉を出港し、北大東島へ向かう。17日、北大東島北東60浬地点で定時連絡と位置の報告を最後に消息不明。
アメリカ側記録によると、29日、沖縄へ向かう海上輸送路を対潜哨戒中の米護衛空母ツラギ( USS Tulagi, CVE-72) の艦載機が潜水艦を発見。攻撃により潜水艦を撃沈した。これが呂46の最期の瞬間であり、艦長の木村正男少佐以下乗員86名全員戦死。沈没地点は沖大東島沖、北緯24度15分 東経131度16分 / 北緯24.250度 東経131.267度。
5月2日、沖縄方面で亡失と認定され、6月10日に除籍された。
撃破総数は1隻で、撃破トン数は8,100トンである。

## 歴代艦長

### 艤装員長
- 不詳

### 艦長
- 鈴木正吉 大尉：1944年2月19日 - 12月9日[5]
- 徳永正彦 大尉：1944年12月9日 - 1945年3月19日[5]
- 木村正男 少佐：1945年3月19日 - 4月25日戦死[5]